# 로열 칼레도니안 컬링 클럽
로열 칼레도니안 컬링 클럽(Royal Caledonian Curling Club, RCCC)은 컬링 역사상 최초로 설립된 클럽이자, 스코틀랜드의 컬링을 주관하는 협회이다. 1983년 7월 25일 에든버러에서 설립되었으며, 1843년 빅토리아 여왕으로부터 칙허장을 수여 받았다.여왕은 칙허장을 수여하기 이전 해 궁전에서 컬링 시범 경기를 관람했던 바 있다.
클럽의 본부는 에든버러 서부의 잉글리스턴(Ingliston)에 있는 로열 하이랜드 쇼그라운드(Royal Highland Showground)이다.
RCCC의 설립 목적은 ‘전 세계 컬러들을 링크(rink)의 형제애로 뭉치게 하는 것’이다. RCCC는 남아프리카 공화국, 네덜란드, 노르웨이, 뉴질랜드, 덴마크, 독일, 룩셈부르크, 미국, 벨기에, 스위스, 스페인, 아일랜드, 오스트리아, 웨일스, 이탈리아. 일본. 잉글랜드, 캐나다, 프랑스, 핀란드 등지에 브랜치와 산하 지부 및 클럽을 두고 있다.

## 세계 컬링 연맹
세계 컬링 연맹(WCF)는 컬링 종목을 관장하는 국제 기구로서, 최초에 로열 칼레도니안 컬링 클럽의 위원회로 시작되었다가 1982년에 별도의 독립된 기구로 분리되었다. 따라서 WCF는 로열 칼레도니안 컬링 클럽을 연맹의 전신으로서 공식적으로 인정한다. WCF의 본부는 지금도 최초 설립 당시와 마찬가지로 스코틀랜드 퍼스에 위치하고 있다.(단, 1994년부터 2000년까지는 일시적으로 RCCC와 같은 에든버러로 본부를 이전했었음)

## 같이 보기
- 1924년 동계 올림픽 컬링